# Arrondissement Confolens
Confolens is een arrondissement van het Franse departement Charente in de regio Nouvelle-Aquitaine. De onderprefectuur is Confolens.

## Kantons
Het arrondissement was tot 2014 samengesteld uit de volgende kantons:
- Kanton Aigre
- Kanton Chabanais
- Kanton Champagne-Mouton
- Kanton Confolens-Nord
- Kanton Confolens-Sud
- Kanton Mansle
- Kanton Montembœuf
- Kanton Ruffec
- Kanton Saint-Claud
- Kanton Villefagnan

Na de herindeling van de kantons bij decreet van 20 februari 2014, met uitwerking op 22 maart 2015 omvat het volgende kantons:
- Kanton Boixe-et-Manslois ( deel : 22/37 )
- Kanton Charente-Bonnieure
- Kanton Charente-Nord
- Kanton Charente-Vienne